# Cytheropteron brokenoarense
Cytheropteron brokenoarense är en kräftdjursart som beskrevs av Brouwers 1994. Cytheropteron brokenoarense ingår i släktet Cytheropteron och familjen Cytheruridae. Inga underarter finns listade i Catalogue of Life.